# Carl Ferdinand Hommel
Carl Ferdinand Hommel (født 6. januar 1722 i Leipzig, død 16. maj 1781 sammesteds) var en tysk retslærd. Han var søn af Ferdinand August Hommel.
Hommel blev 1744 Dr. juris og advokat, 1750 ekstraordinær, 1752 ordentlig professor i Leipzig, 1760 tillige medlem af Hofretten. Hommel er en af den tyske oplysningstids betydeligste og mest tiltalende skikkelser, human, mild, praktisk, alsidig dannet og åndslivlig, ikke uden humoristisk sans. Han debuterede med naturretlige og litterærhistoriske arbejder — Litteratura juris (1761, 2. Udg, 1771) og andre —, af hans sproglige reformtrang udsprang hans i praksis meget benyttede Teutscher Flavius oder vollständige Anleitung sowohl in bürgerlichen als peinlichen Fallen Urthel abzufassen (1763, 4. udgave ved Ernst Ferdinand Klein I—II 1800); svagere arbejder er Palingenesia librorum juris veterum (I—III 1767—68) og Corpus Juris civilis cum notis variorum (1767). 
Størst betydning har Hommel som reformator på strafferettens og strafferetsplejens felter, som modstander af Carpzov, men tilhænger af Thomasius. Med stridsskriftet Principis cura leges (1763), Programma de differentia causarum politiæ et justitiæ (1770) og særlig det berømte under pseudonymet Alexander von Joch udgivne forsvar for determinismen: Über Belohnung und Strafe nach Türkischen Gesetzen (1770, 2. udgave 1772) trådte han i skranken for de tanker, der blev bårne frem af Europas mest fremskredne ånder, først og fremmest Beccaria, hvis Unsterbliches Werk von Verbrechen und Strafen han foranledigede oversættelse og selv forsynede med anmærkninger (1778); til det sidste værk slutter sig Hommels Philosophische Gedanken über das Criminalrecht, udgivet efter hans død af Karl Gottlob Rössig (1784), til hans kriminalpolitiske skrifter i det hele den store domssamling Rhapsodia quaestionum in foro quotidie obvenientium neque tamen legibus decisarum (I—VII 1766—87, ny udgave 1783—87). Hommel var desuden litterært virksom på mangfoldige andre områder. Ikke uden føje er han blevet kaldt "den tyske Beccaria".